# Tênis nos Jogos Pan-Americanos de 2011 - Duplas mistas
A competição de duplas mistas foi um dos eventos do tênis nos Jogos Pan-Americanos de 2011, em Guadalajara. Foi disputada no Complexo Telcel de Tênis entre os dias 17 e 21 de outubro.

## Calendário
Horário local (UTC-6).
| Data          | Horário | Fase             |
| ------------- | ------- | ---------------- |
| 17 de outubro | 18:00   | Primeira rodada  |
| 19 de outubro | 20:00   | Quartas de final |
| 20 de outubro | 20:00   | Semifinal        |
| 21 de outubro | 20:00   | Final            |

## Medalhistas
| Ouro   | MEX Ana Paula de la Peña e Santiago González          |
| Prata  | CHI Andrea Koch-Benvenuto e Guillermo Rivera-Aránguiz |
| Bronze | BRA Ana Clara Duarte e Rogério Dutra Silva            |

## Cabeças-de-chave
| 1. BRA Ana Clara Duarte / Rogério Dutra Silva (Semifinal, medalha de bronze) 2. CHI Andrea Koch-Benvenuto / Guillermo Rivera-Aránguiz (Finalista, medalha de prata) | 1. PAR Verónica Cepede Royg / Diego Galeano (Quartas de final) 2. VEN Adriana Pérez / Román Recarte (Semifinal, Quarto lugar) |

## Chaveamento
| - Q = Qualifier - WC = Wild Card - LL = Lucky Loser | - Alt = Alternativo (alternate) - SE = Special Exempt - PR = Ranking protegido (protected ranking) | - w/o = Desistência (walkover) - r = Abandono (retired) - d = Desclassificação (default) |

### Finais
|  | Semifinal | Semifinal                                               | Semifinal                                               | Semifinal | Semifinal |                                                |   | Final                                        | Final                               | Final               | Final               | Final               |
|  |           |                                                         |                                                         |           |           |                                                |   |                                              |                                     |                     |                     |                     |
|  | 1         | BRA Ana Clara Duarte BRA Rogério Dutra Silva            | 5                                                       | 3         |           |                                                |   |                                              |                                     |                     |                     |                     |
|  |           | MEX Ana Paula de la Peña MEX Santiago González          | 7                                                       | 6         |           |                                                |   |                                              |                                     |                     |                     |                     |
|  |           | MEX Ana Paula de la Peña MEX Santiago González          | 7                                                       | 6         |           | MEX Ana Paula de la Peña MEX Santiago González | 7 | 6                                            |                                     |                     |                     |                     |
|  |           |                                                         |                                                         |           |           | MEX Ana Paula de la Peña MEX Santiago González | 7 | 6                                            |                                     |                     |                     |                     |
|  |           | 2                                                       | CHI Andrea Koch-Benvenuto CHI Guillermo Rivera-Aránguiz | 5         | 4         |                                                |   |                                              |                                     |                     |                     |                     |
|  | 4         | 2                                                       | CHI Andrea Koch-Benvenuto CHI Guillermo Rivera-Aránguiz | 5         | 4         | VEN Adriana Pérez VEN Román Recarte            | 4 | 6                                            | [8]                                 |                     |                     |                     |
|  | 4         |                                                         |                                                         |           |           | VEN Adriana Pérez VEN Román Recarte            | 4 | 6                                            | [8]                                 |                     |                     |                     |
|  | 2         | CHI Andrea Koch-Benvenuto CHI Guillermo Rivera-Aránguiz | 6                                                       | 3         | [10]      |                                                |   | Disputa pelo bronze                          | Disputa pelo bronze                 | Disputa pelo bronze | Disputa pelo bronze | Disputa pelo bronze |
|  |           |                                                         |                                                         |           |           |                                                | 1 | BRA Ana Clara Duarte BRA Rogério Dutra Silva | 7                                   | 5                   | [11]                |                     |
|  |           |                                                         |                                                         |           |           |                                                |   | 4                                            | VEN Adriana Pérez VEN Román Recarte | 64                  | 7                   | [9]                 |

### Chave superior
| Primeira rodada | Primeira rodada                  | Primeira rodada | Primeira rodada | Primeira rodada |  |  | Quartas de final | Quartas de final                 | Quartas de final | Quartas de final | Quartas de final |  |  | Semifinal | Semifinal                        | Semifinal | Semifinal | Semifinal |
|                 |                                  |                 |                 |                 |  |  |                  |                                  |                  |                  |                  |  |  |           |                                  |           |           |           |
|                 |                                  |                 |                 |                 |  |  |                  |                                  |                  |                  |                  |  |  |           |                                  |           |           |           |
|                 |                                  |                 |                 |                 |  |  | 1                | BRA AC Duarte BRA R Dutra Silva  | 6                | 6                |                  |  |  |           |                                  |           |           |           |
|                 | PUR M Puig PUR A Llompart        | 5               | 7               | [7]             |  |  |                  | PER B Botto PER D Beretta        | 3                | 4                |                  |  |  |           |                                  |           |           |           |
|                 | PER B Botto PER D Beretta        | 7               | 5               | [10]            |  |  |                  |                                  |                  |                  |                  |  |  | 1         | BRA AC Duarte BRA R Dutra Silva  | 5         | 3         |           |
|                 |                                  |                 |                 |                 |  |  |                  |                                  |                  |                  |                  |  |  |           | MEX AP de la Peña MEX S González | 7         | 6         |           |
|                 |                                  |                 |                 |                 |  |  | 3                | PAR V Cepede Royg PAR D Galeano  | 5                | 0                |                  |  |  |           |                                  |           |           |           |
|                 | ECU D González ECU I Endara      | 4               | 3               |                 |  |  |                  | MEX AP de la Peña MEX S González | 7                | 6                |                  |  |  |           |                                  |           |           |           |
|                 | MEX AP de la Peña MEX S González | 6               | 6               |                 |  |  |                  |                                  |                  |                  |                  |  |  |           |                                  |           |           |           |

### Chave inferior
| Primeira rodada | Primeira rodada                  | Primeira rodada | Primeira rodada | Primeira rodada |  |  | Quartas de final | Quartas de final                           | Quartas de final | Quartas de final | Quartas de final |  |  | Semifinal | Semifinal                                  | Semifinal | Semifinal | Semifinal |
|                 |                                  |                 |                 |                 |  |  |                  |                                            |                  |                  |                  |  |  |           |                                            |           |           |           |
|                 | CAN G Dabrowski CAN C Klingemann | 62              | 3               |                 |  |  |                  |                                            |                  |                  |                  |  |  |           |                                            |           |           |           |
|                 | ARG M Auroux ARG F Argüello      | 7               | 6               |                 |  |  |                  | ARG M Auroux ARG F Argüello                | 6                | 1                | [8]              |  |  |           |                                            |           |           |           |
|                 |                                  |                 |                 |                 |  |  | 4                | VEN A Pérez VEN R Recarte                  | 4                | 6                | [10]             |  |  |           |                                            |           |           |           |
|                 |                                  |                 |                 |                 |  |  |                  |                                            |                  |                  |                  |  |  | 4         | VEN A Pérez VEN R Recarte                  | 4         | 6         | [8]       |
|                 | CUB Y Fors CUB W Dorante         | 1               | 4               |                 |  |  |                  |                                            |                  |                  |                  |  |  | 2         | CHI A Koch-Benvenuto CHI G Rivera-Aránguiz | 6         | 3         | [10]      |
|                 | COL K Castiblanco COL A González | 6               | 6               |                 |  |  |                  | COL K Castiblanco COL A González           | 4                | 6                | [7]              |  |  |           |                                            |           |           |           |
|                 |                                  |                 |                 |                 |  |  | 2                | CHI A Koch-Benvenuto CHI G Rivera-Aránguiz | 6                | 4                | [10]             |  |  |           |                                            |           |           |           |
|                 |                                  |                 |                 |                 |  |  |                  |                                            |                  |                  |                  |  |  |           |                                            |           |           |           |